# Dubbel majoritet
Dubbel majoritet avser, i samband med omröstningar, att det krävs att två majoritetsförhållanden samtidigt uppfylls för att ett beslut ska antas.
Termen kan i vissa sammanhang också användas för att beskriva att det föreligger en dubbelt så stor röstövervikt för ett visst förslag jämfört med ett annat (d.v.s. två tredjedelars majoritet – förhållande 2:1). På motsvarande sätt kan man prata om tredubbel majoritet, fyrdubbel majoritet (eller röstövervikt) o.s.v.

## Exempel på användning av dubbel majoritet (i bemärkelsen två majoritetsförhållanden)
- För att Sveriges riksdag ska kunna ändra riksdagsordningen, vid endast ett beslut, krävs att minst tre fjärdedelar av de röstande och mer än hälften av riksdagens ledamöter röstar för beslutet[3].
- För beslut i Europeiska unionens råd krävs dubbel kvalificerad majoritet i bemärkelsen att 55 procent av rådsmedlemmarna och att dessa måste företräda medlemsstater som tillsammans omfattar minst 65 procent av unionens befolkning måste stödja förslaget för att det ska antas[4]. Se vidare Kvalificerad majoritet inom Europeiska unionen.